# جورج ستيد
جورج ستيد (بالإنجليزية: George Stead)‏ هو شخصية أعمال نيوزيلندي، ولد في 1841، وتوفي في 1908.